# Bibb County (Georgia)
Das Bibb County ist eine regionale Verwaltungseinheit (County) im US-Bundesstaat Georgia der Vereinigten Staaten. Der Verwaltungssitz (County Seat) ist Macon.

## Geographie
Das County liegt im Zentrum Georgias und hat eine Fläche von 661 Quadratkilometern, wovon 13 Quadratkilometer Wasseroberfläche sind. Es grenzt im Uhrzeigersinn an folgende Countys: Jones County, Twiggs County, Houston County, Crawford County und Monroe County. Die wichtigsten Städte sind Macon und Pine.
Das County ist Teil der Metropolregion Macon.

## Geschichte

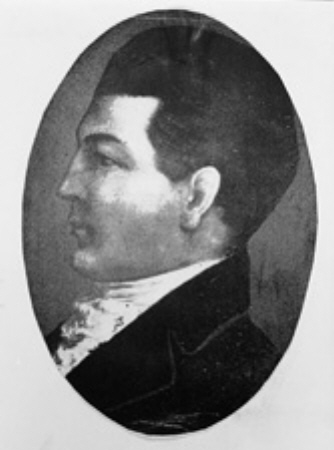
William Wyatt Bibb

Das Bibb County wurde am 9. Dezember 1822 aus Teilen von Jones, Twiggs und Monroe County gebildet und benannt nach William Wyatt Bibb, einem Politiker aus Georgia und ersten gewählten Gouverneur von Alabama.
Vor der Ankunft der europäischen Kolonisten war die Gegend ein Zentrum verschiedener Indianerzivilisationen gewesen. Bereits in prähistorischer Zeit lebten Paläo-Indianer und ihre Nachfolger der Archaischen Periode am Ocmulgee River. Charakteristisch für die Region war die Macon Ridge Phase, eine archäologische Kultur zwischen 950 und 1150, die der frühen Mississippi-Kultur zugerechnet wird und am Fluss mehrere als Mounds bezeichnete künstliche Hügelbauten hinterließen, die heute im Ocmulgee National Monument bewahrt werden. Als britische Händler 1690 einen Handelsposten am Fluss gründeten, war dieses Gebiet von den Muskogee-Indianern bewohnt. Wie die anderen Indianer-Völker auch, verloren die Muskogee allmählich die Kontrolle über ihr Land durch eine Reihe von Verhandlungen und Verträge. Obwohl die Muskogee ihr Land bis zum zweiten Vertrag mit Washington 1826 nicht abgegeben haben, war seit 1821 das Land beiderseits des Ocmulgee River effektiv unter der Kontrolle Georgias.
Die Stadt Macon wurde 1823 gegründet und diente als Kreisstadt. Bis 1850 war die Bevölkerung des Bibb County auf 12.699 Einwohner (inkl. 5.637 Sklaven) angewachsen. Die Lage am Fluss war entscheidend für das Wachstum. 1829 kamen die ersten Dampfschiffe den Ocemulgee River heraufgefahren. Da der Fluss aber nur bis Macon schiffbar war, entwickelte sich die Stadt schnell zur Handelsstadt was wiederum zu einem schnellen Wirtschafts- und Industriewachstum beitrug. 1838 wurde die Eisenbahnverbindung bis nach Forsyth fertiggestellt.

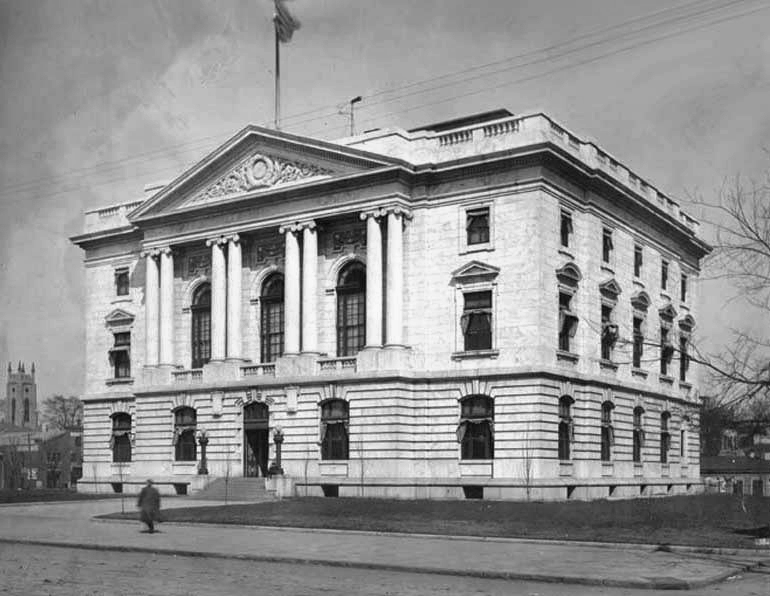
Ehemaliges Bibb County Courthouse in Macon, 1998 umbenannt in William Augustus Bootle Federal Building and United States Courthouse

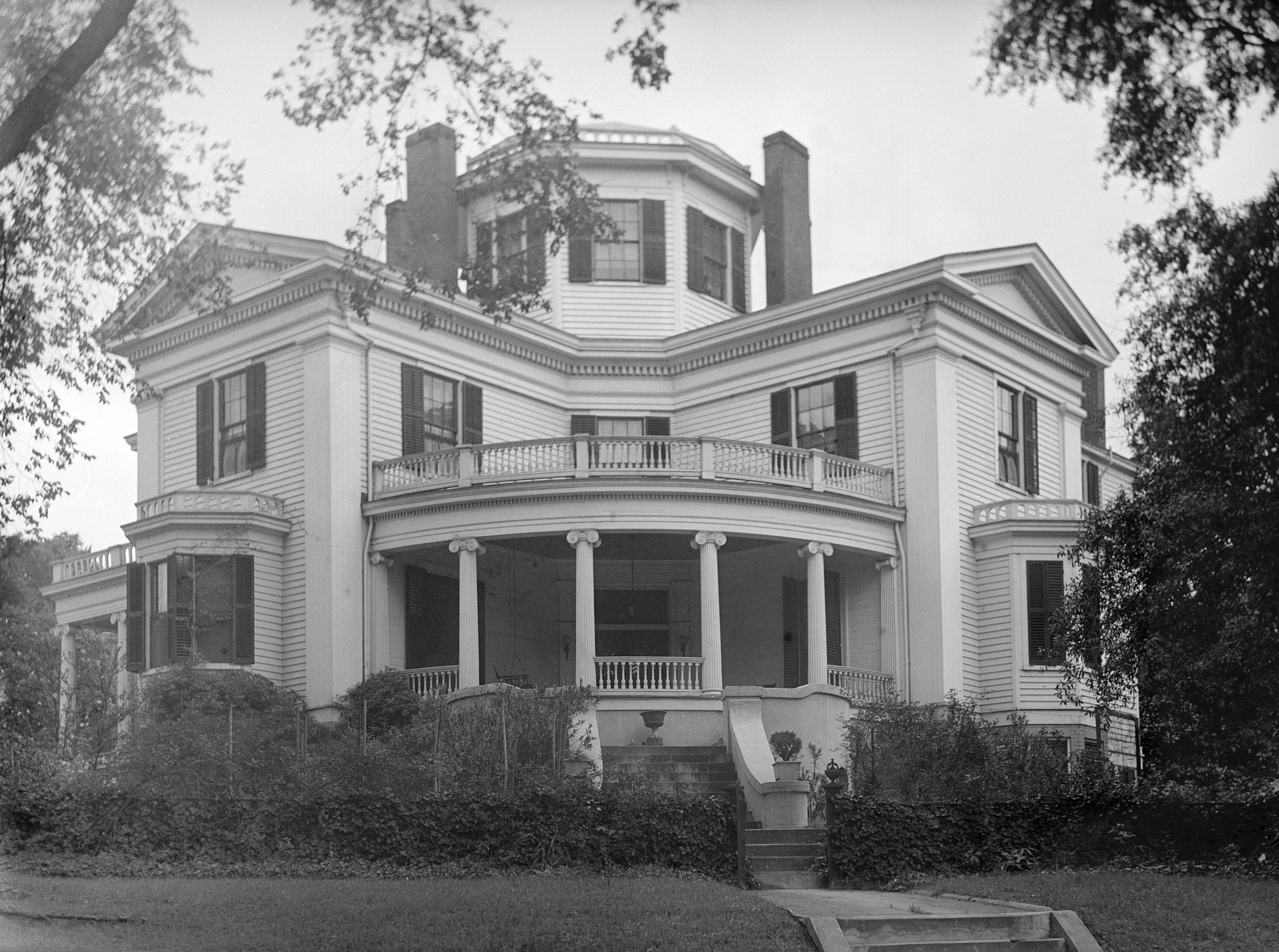
Das Cadwalader Raines House

Das Bibb County wurde während des Bürgerkriegs nur einmal zu Anfang angegriffen. Die Militärs beider Seiten erkannten schnell die hervorragende Lage der Stadt und jeder wollte sie für seinen Nachschub nutzen. Von November 1864 bis März 1865 wurde Macon zur Hauptstadt Georgias, als Milledgeville aus Sicherheitsgründen aufgab. Die Gleise, die für Zentral-Georgia so wichtig waren, wurden während des Bürgerkriegs zerstört. Es sollte Jahrzehnte dauern, bis die Wirtschaft sich von diesem Schlag erholen konnte. Schließlich wurden die Schienen wieder neu verlegt und Zentral-Georgia begann wirtschaftlich erneut zum Leben zu erwachen. Die Produktionen liefen wieder an und die Landwirtschaft wurde zum primären Arbeitgeber.
1915 wurden die Baumwollplantagen durch einen Schädling, den Kornwurm, bedroht. Das Übrige taten die anschließende Trockenperiode und der Erste Weltkrieg. Seit Kriegsausbruch war die Nachfrage nach Baumwolle rapide gesunken und mit der Nachfrage auch der Preis. C. E. Woolman war es schließlich, der als Erster auf die Idee kam, die Felder aus der Luft mit Chemikalien zu besprühen. Er gründete die Delta Airlines zu diesem Zweck. Bei Wheeler wurde ein Hangar gebaut. 1917 wurde er als Armeelager zweckentfremdet, ebenso im Zweiten Weltkrieg ab 1941. Obwohl nebenan im Houston County angesiedelt, hatte der Aufbau der Robins Air Force Base auch Auswirkungen auf das Bibb County. Schnell wurde die Air Force Base zum größten Arbeitgeber in Zentral-Georgia und zog zusätzlich eine Reihe von Zulieferfirmen an, die ihrerseits wieder Arbeitsplätze bereitstellten. Ein weiterer wichtiger Arbeitgeber war die Brown and Williamson Tobacco Corporation, die ab 1977 in Macon tätig war. 2003 fusionierte sie mit der R. J. Reynolds Tobacco Company. Der neue Hauptsitz soll in Winston-Salem, North Carolina, entstehen.

## Weiterführende Bildungseinrichtungen
Das Bibb County kann gleich mit vier höheren Schulen aufwarten: Das Wesleyan College, gegründet 1836 und das Erste College der Welt, an dem auch Frauen graduieren konnten, die Mercer University, das Macon State College, und das Central Georgia Technical College.

## Berühmtheiten
Aus dem Bibb County kommen zwei bekannte Persönlichkeiten: der Dichter und Autor Sidney Lanier sowie der Musiker und Sänger Otis Redding.

## Bevölkerungsentwicklung
Der Bevölkerungsboom dauerte vom Ende des Zweiten Weltkrieges bis etwa 1960. Seitdem ist die Bevölkerung des Bibb County wesentlich langsamer gewachsen und in den 1980er-Jahren sogar etwas gefallen. Gemäß der US-amerikanischen Volkszählung im Jahr 2000 ist die Bevölkerung wieder leicht gestiegen auf 153.887 Einwohner, die sich aus 50,1 Prozent Weißen, 47,3 Prozent Schwarzen und 1,3 Prozent Hispanoamerikaner zusammensetzt.

## Demografische Daten
Laut der Volkszählung von 2010 verteilten sich die damaligen 155.547 Einwohner auf 60.295 bewohnte Haushalte, was einen Schnitt von 2,48 Personen pro Haushalt ergibt. Insgesamt bestehen 69.662 Haushalte.
64,2 % der Haushalte waren Familienhaushalte (bestehend aus verheirateten Paaren mit oder ohne Nachkommen bzw. einem Elternteil mit Nachkomme) mit einer durchschnittlichen Größe von 3,10 Personen. In 33,7 % aller Haushalte lebten Kinder unter 18 Jahren sowie in 24,5 % aller Haushalte Personen mit mindestens 65 Jahren.
29,0 % der Bevölkerung waren jünger als 20 Jahre, 26,6 % waren 20 bis 39 Jahre alt, 26,3 % waren 40 bis 59 Jahre alt und 18,2 % waren mindestens 60 Jahre alt. Das mittlere Alter betrug 36 Jahre. 47,1 % der Bevölkerung waren männlich und 52,9 % weiblich.
43,2 % der Bevölkerung bezeichneten sich als Weiße, 52,1 % als Afroamerikaner, 0,2 % als Indianer und 1,6 % als Asian Americans. 1,4 % gaben die Angehörigkeit zu einer anderen Ethnie und 1,4 % zu mehreren Ethnien an. 2,8 % der Bevölkerung bestand aus Hispanics oder Latinos.
Das durchschnittliche Jahreseinkommen pro Haushalt lag bei 36.614 USD, dabei lebten 26,7 % der Bevölkerung unter der Armutsgrenze.

## Kultur und Sehenswürdigkeiten

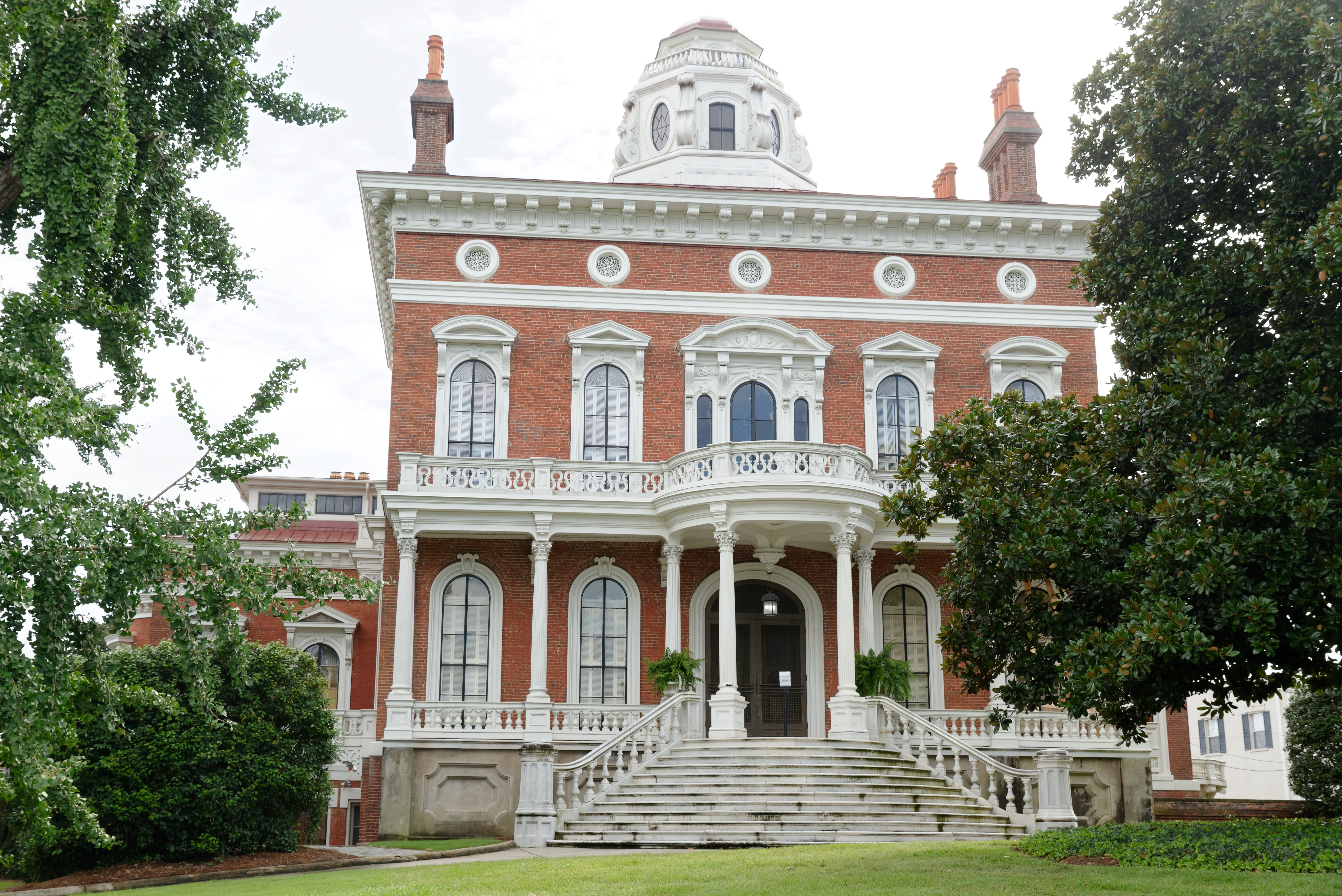
Hay House in Macon (2018). Dieses Anwesen, das auch als Johnston-Hay House bekannt ist, entstand zwischen 1855 und 1859 im Stile der Neorenaissance. Es wurde nacheinander von den Familien Johnston, Felton und Hay bewohnt. Im Mai 1971 wurde das Anwesen in das NRHP aufgenommen. Im November 1973 erhielt das Hay House den Status eines National Historic Landmarks zuerkannt; am gleichen Tag erfolgte die Anerkennung des Carmichael House als National Historic Landmark.

76 Bauwerke, Stätten und Historic Districts („historische Bezirke“) im Bibb County sind im National Register of Historic Places („Nationales Verzeichnis historischer Orte“; NRHP) eingetragen (Stand 17. April 2023), wobei das Carmichael House und das Hay House den Status von National Historic Landmarks („Nationales historisches Wahrzeichen“) haben. Seit 1936 ist im County der Ocmulgee Mounds National Historical Park ausgewiesen, der archäologische Fundstätten der Mississippi-Kultur beinhaltet.

## Orte im Bibb County
Orte im Bibb County mit Einwohnerzahlen der Volkszählung von 2010:
City:
- Macon (County Seat) – 91.351 Einwohner